# 乔瓦尼·阿肯扎
乔瓦尼·阿肯扎（義大利語：Giovanni Achenza，1971年7月31日—），意大利男子铁人三项运动员。他曾代表意大利参加2016年和2020年夏季残疾人奥林匹克运动会铁人三项比赛，获得二枚铜牌。